# 雷伊漢勒

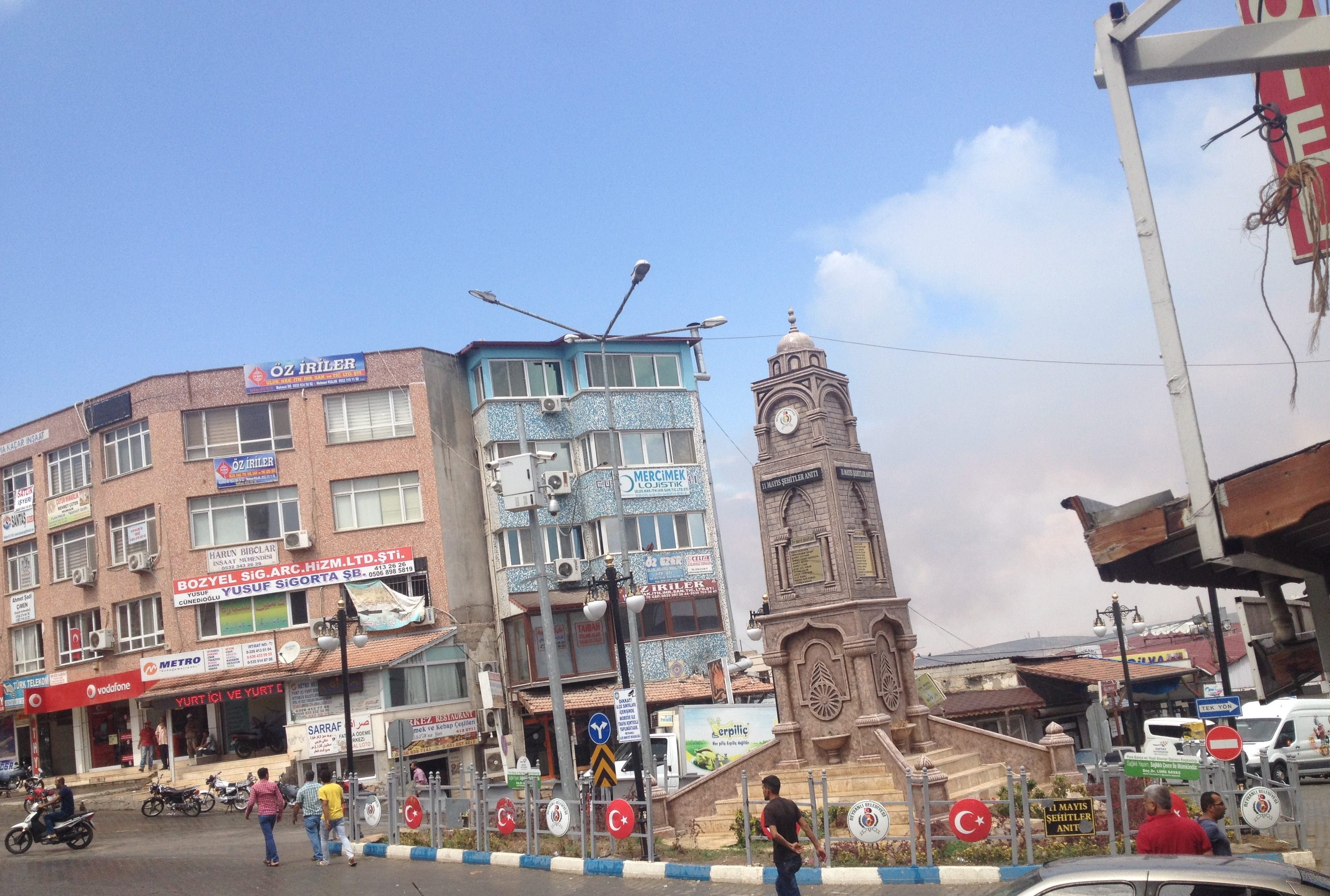
Reyhanlı

雷伊漢勒是土耳其的城鎮，由哈塔伊省負責管轄，位於該國南部地中海沿岸，毗鄰與敘利亞接壤的邊境，海拔高度158米，主要經濟活動是農業和紡織業。2023年人口約10萬人，2010年人口61,234人。

## 另見
- 臺灣雷伊漢勒世界公民中心